# 빌헬름 슈투카르트
빌헬름 슈투카르트(Wilhelm Stuckart, 1902년 11월 16일 ~ 1953년 11월 15일)는 나치 독일의 법률가로, 제3제국 내무부 차관 및 장관을 지냈다. 반제 회의에 참석했던 사람들 중 한 사람이다.

## 생애
슈투카르트는 비스바덴 출신으로, 1919년 프란츠 폰 에프가 이끄는 자유군단에 참가하였다. 1922년부터 뮌헨과 프랑크푸르트 암 마인의 대학교에서 법학을 배웠으며, 그 해 12월 민족사회주의 독일 노동자당에 입당하였다. 변호사가 되어 나치당 법률 고문 중 한 사람이 되었으며, 1928년 법학 박사 학위를 받았다. 1932년부터 돌격대 (SA)의 대원이 되었고, 나치 정권 탄생 후 프로이센 문화부, 독일 교육부, 그리고 독일 내무부에서 근무하였다. 1935년 반유대주의 법안인 뉘른베르크법의 제정에 관여하였고, 1936년에는 친위대 (SS) 중령, 1944년에는 SS대장 (SS-Obergruppenführer) 이 되었다.
독일 내무부에서 내무장관 빌헬름 프리크의 차관이 되었으며, 1942년 내무부 대표자 라인하르트 하이드리히의 주도로 열린 반제 회의에 참석하였다. 1943년 하인리히 힘러가 내무장관이 된 후에도 차관 지위를 유지했으며, 힘러는 1945년 4월 하순에 아돌프 히틀러의 명령으로 모든 관직을 박탈당했다. 히틀러는 자살하기 전, 파울 기슬러 (Paul Giesler, 바이에른 주 수상·뮌헨 대관구 지도자)를 힘러의 후계 내무장관에 지명한다는 유언을 남겼으나 , 히틀러의 사후에 대통령이 된 카를 되니츠는 슈투카르트를 자신의 플렌스부르크 (Flensburg) 정부의 내무장관에 임명하였다.
슈투카르트는 제2차 세계 대전 후 뉘른베르크 부속 재판의 내각 재판에 회부되어 징역 3년 10개월 형을 선고 받았으나, 이미 그 이상의 기간 동안 투옥되어 있었기 때문에 판결 후 석방되었다. 1953년 하노버 근처에서 나치 사냥으로 여겨지는 교통 사고로 사망하였다.

## 같이 보기
- 당신들의 조국
- 컨스피러시 (2001년 영화)